# Furanose
Uma furanose é um açúcar simples que contém uma estrutura em anel de cinco membros baseado em furano e é um sub-terminal do tipo cetona que lhe dá seu poder redutor.

## Propriedades estruturais

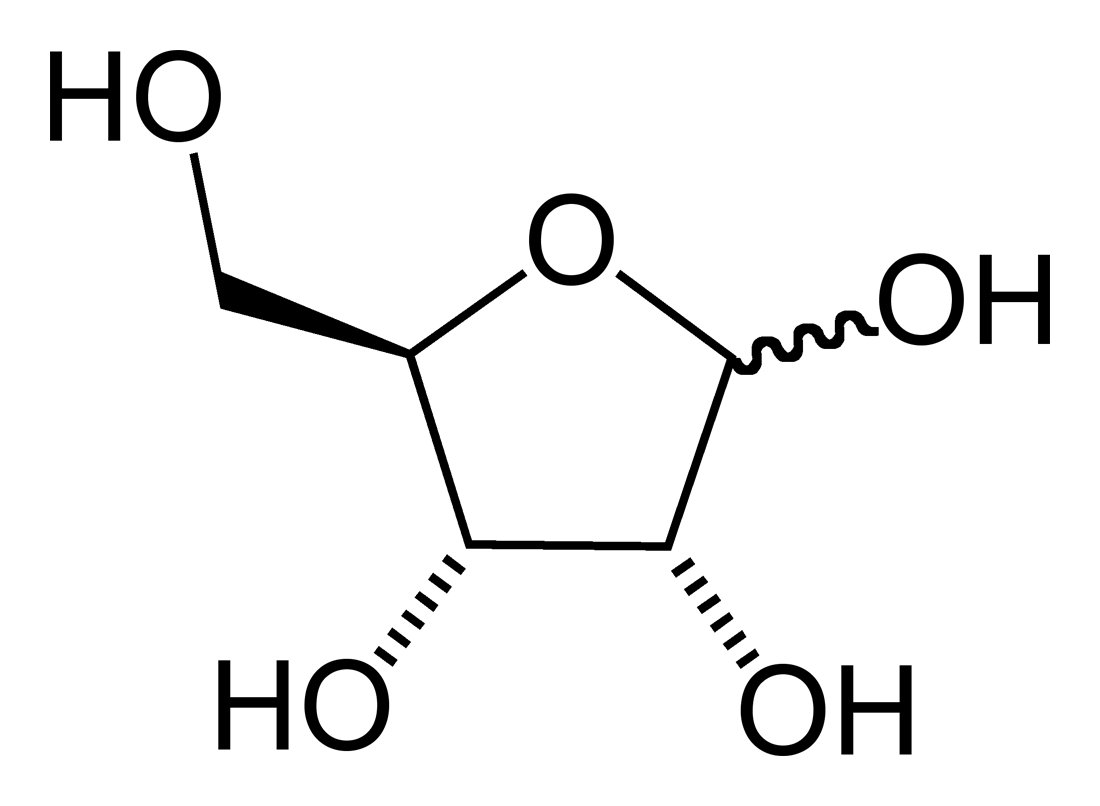
A estrutura química da ribose em sua forma D-furanose.

O anel furanose é um hemiacetal cíclico de uma aldopentose ou um hemiacetal cíclico de uma cetohexose. 
Uma estrutura em anel da furanose consiste de quatro átomos de carbonos e um de oxigênio com o carbono anomérico à direita do oxigênio. O numerado como mais alto em quiralidade carbono (tipicamente à esquerda do oxigênio em uma projeção de Haworth determina se terá ou não a estrutura uma configuração D (dextrogira) ou uma configuração L (levogira). Em uma furanose de configuração L, o substituinte sobre o numerado quiralmente mais alto carbono é apontado para baixo referente ao plano, e em uma furanose de configuração D, o numerado quiralmente mais alto carbono é apontado para cima.
O anel furanose irá ter tanto configuração alfa ou beta, dependendo de qual direção o grupo hidroxila anomérico está apontando. Em uma furanose de configuração D, a configuração alfa tem a hidroxila apontando para baixo, e a beta tem a hidroxila apontando para cima. É o oposto em uma furanose de configuração L. Tipicamente, o carbono anomérico apresenta mutarrotação em solução, e as configurações alfa-beta alternam-se constantemente - assim, configura-se um estado de equilíbrio.

Beta-D-Fructofuranose

## Exemplos
A frutose no mel está principalmente na forma de B-piranose, esta é uma das substâncias mais doces conhecidas, sendo cerca de duas vezes mais doce que a glicose.
A forma de B-furanose da frutose é menos doce.
A doçura do mel gradualmente diminui em altas temperaturas, também o xarope de milho com alta concentração de frutose (um produto comercial no qual a maioria das glicoses são convertidas em frutose) é usado como adoçante em bebidas geladas, mas não em bebidas quentes.